# Chumei Watanabe
Chumei Watanabe (渡辺 宙明, Watanabe Chūmei), nascido Michiaki Watanabe (渡辺 宙明, Watanabe Michiaki), (19 de agosto de 1925 – 23 de junho de 2022) foi um compositor de trilhas sonoras para filme e projetos televisivos japonês. Ele trabalhou em várias obras tokusatsu e animes de mecha.
Em 1998, escreveu as músicas para o single "Hagane no Tamashii", com voz de Ichiro Mizuki e Hironobu Kageyama.

## Vida pessoal
Seu filho, Toshiyuki Watanabe, é músico e compositor, que também compôs trilhas sonoras para filmes e séries de anime, e sua neta Mako Watanabe faz parte da dupla de ídolos Namakopuri, onde atua sob o nome artístico de Mako Principal.
Ele morreu em 23 de junho de 2022, aos 96 anos.

## Prêmios
Por seu trabalho em anime, Watanabe recebeu um Prêmio de Mérito no 8º Tokyo Anime Awards e um Prêmio de Conquista de Vida em Animação no 25º Japan Movie Critics Awards.